# Mičišio (1937)
Mičišio (japonsky: 満潮) byl torpédoborec japonského císařského námořnictva třídy Asašio. Byl dokončen v říjnu 1937 jako jedna ze tří prvních jednotek desetičlenné třídy Asašio. Zúčastnil se druhé světové války v Tichomoří, během které se věnoval převážně eskortním a transportním povinnostem.
Počátkem války se věnoval krytí japonského postupu do Britského Malajska, na Filipíny a do Holandské východní Indie. Během toho se v únoru 1942 zúčastnil bitvy v Bandungském průlivu, ve které se čtyřem torpédoborcům třídy Asašio podařilo odrazit mnohem silnějšího protivníka, který se pokoušel zabránit japonskému vylodění na Bali. Mičišio byl v této bitvě poškozen a opravy trvaly až do října 1942. Po návratu do služby se zúčastnil tří „krysích transportů“ na Guadalcanal. V námořní bitvě u Guadalcanalu, během které doprovázel Mikawovy křižníky, byl těžce poškozen leteckými útoky a následné opravy trvaly celý rok až do listopadu 1943. Po návratu do služby se věnoval doprovodu těžkých jednotek, konvojů a přepravě posil. V červnu 1944 během bitvy ve Filipínském moři doprovázel Džódžimovy letadlové lodě. Během operace Šó-iči-gó byl v noci na 25. října v bitvě v průlivu Surigao torpédován torpédoborci USS McDermut a USS Hutchins a potopil se s většinou posádky.

## Popis
Mičišio byl objednán na základě „doplňovacího programu pomocných plavidel z roku 1934“. Jeho výzbroj tvořilo šest 127mm kanónů typu 3. roku ve třech dvouhlavňových věžích (jedné na přídi a dvou na zádi) a dva čtyřhlavňové 610mm torpédomety typu 92 modelu 2. Zásoba šestnácti torpéd typu 93 byla v pozdější fázi války redukována na osm kusů, aby se kompenzoval nárůst hmotnosti vlivem instalace dalších 25mm kanónů typu 96. Pravděpodobně během oprav v Jokosuce během roku 1943 byla odstraněna zadní 127mm dělová věž číslo 2 a nahrazena dvěma tříhlavňovými 25mm komplety. Rovněž 25mm dvojčata na plošině vedle zadního komínu byla nahrazena za 25mm trojčata. Další dvou- nebo trojhlavňový komplet se nacházel na plošině před můstkem. Jako jeden ze čtyř torpédoborců třídy Asašio, které se dočkaly roku 1944 byl Mičišio pravděpodobně vybaven jedním metrovým přehledovým radarem 13 Gó pro sledování vzdušných cílů na zadním stožáru a jedním centimetrovým přehledovým radarem 22 Gó pro sledování vzdušných i hladinových cílů na předním stožáru.

## Služba
Dne 25. října 1944, během doprovodu Jižního svazu admirála Šódži Nišimury do bitvy v průlivu Surigao, byl Mičišio zasažen jedním torpédem z torpédoborce USS McDermut. Po zásahu druhým torpédem, tentokrát z USS Hutchins, se Mičišio v průlivu Surigao potopil na pozici 10°25′ s. š., 125°23′ v. d..
Dne 10. ledna 1945 byl Mičišio vyškrtnut ze seznamu lodí japonského císařského námořnictva.